# Tysklands Grand Prix 1982
Tysklands Grand Prix 1982 var det tolfte av 16 lopp ingående i formel 1-VM 1982.  

## Rapport
Lördagens träning kördes i regn och Didier Pironi i Ferrari hade den kortaste varvtiden men fortsatte att köra för att förbättra den. Detta slutade i katastrof när Pironi kom i kapp Derek Daly i Williams, som i sin tur höll på att köra om en långsamt körande Alain Prost i Renault. Pironi försökte köra om Daly på vänster sida men körde då in i Prosts bils högra bakhjul. Prost klarade sig men Pironis bil voltade och kraschade i hög fart in i en skyddsbarriär. Pironi överlevde men fick båda benen allvarligt skadade och kom naturligtvis inte till start i loppet utan istället var hans racingkarriär över. Loppet startades med en tom pole position för att hedra den franske föraren.

## Resultat
1. Patrick Tambay, Ferrari, 9 poäng
2. René Arnoux, Renault, 6
3. Keke Rosberg, Williams-Ford, 4
4. Michele Alboreto, Tyrrell-Ford, 3
5. Bruno Giacomelli, Alfa Romeo, 2
6. Marc Surer, Arrows-Ford, 1
7. Brian Henton, Tyrrell-Ford
8. Roberto Guerrero, Ensign-Ford
9. Nigel Mansell, Lotus-Ford
10. Derek Warwick, Toleman-Hart
11. Chico Serra, Fittipaldi-Ford

### Förare som bröt loppet
- John Watson, McLaren-Ford (varv 36, snurrade av)
- Jacques Laffite, Ligier-Matra (36, hantering)
- Derek Daly, Williams-Ford (25, motor)
- Raul Boesel, March-Ford (22, däck)
- Elio de Angelis, Lotus-Ford (21, hantering)
- Nelson Piquet, Brabham-BMW (18, kollision)
- Eliseo Salazar, ATS-Ford (17, kollision)
- Alain Prost, Renault (14, insprutning)
- Riccardo Patrese, Brabham-BMW (13, motor)
- Andrea de Cesaris, Alfa Romeo (9, växellåda)
- Eddie Cheever, Ligier-Matra (8, bränslesystem)
- Mauro Baldi, Arrows-Ford (6, bränslesystem)
- Jean-Pierre Jarier, Osella-Ford (3, styrning)
- Manfred Winkelhock, ATS-Ford (3, koppling)

### Förare som ej startade
- Didier Pironi, Ferrari (olycka under träning)
- Niki Lauda, McLaren-Ford

### Förare som ej kvalificerade sig
- Tommy Byrne, Theodore-Ford
- Rupert Keegan, March-Ford
- Teo Fabi, Toleman-Hart